# Христианофобия
Христианофо́бия — различные формы негативной реакции, нетерпимости и дискриминации по отношению к христианам.

## Определение
Термин «христианофобия» был предложен в 2004 году Джозефом Вайлером после отклонения Европейским Союзом кандидатуры Рокко Буттильоне, практикующего консервативного католика, на пост комиссара ЕС. Депутаты Европарламента выразили своё несогласие с заявлением Бутильоне о том, что он считает гомосексуальность грехом, а также что низкий уровень рождаемости в Европе вызван тем, что женщины не думают ни о чём, кроме своей карьеры. Организацией Open Doors («Открытые двери») издаётся ежегодное издание о современных преследованиях христиан.
В РФ термин был обозначен на международном форуме «Межкультурный диалог и его религиозное измерение», проходившем в Казани 30 ноября — 4 декабря 2008 года, в партнёрстве с Министерством регионального развития, Совета Европы, Межрелигиозного совета России, отдела внешних церковных связей РПЦ и ряда религиозных организаций.
24 января 2008 года Епископ Венский и Австрийский Иларион (Алфеев) поднял тему «христианофобии» в беседе с президентом Европейской комиссии Ж. М. Баррозу на встрече с представителями православных церквей.
6 февраля 2008 года проблема христианофобии была поднята на встрече представителя ВРНС при ООН протоиерея Александра Абрамова с представителем Всемирного совета церквей и его Комиссии по международным отношениям Кристофером Фергюсоном.
В апреле 2009 года заместитель председателя Отдела внешних церковных связей Московского патриархата протоиерей Георгий Рябых сделал заявление на конференции ООН по борьбе с расизмом в Женеве:
Для Русской Православной Церкви очень важно поднять вопрос о внесении в список угроз и проблем современного мира, помимо антисемитизма и исламофобии, также и христианофобии.
В итоговом документе Женевской конференции ООН содержится обеспокоенность:
Ростом расовой и религиозной нетерпимости, включая исламофобию, антисемитизм, христианофобию и антиарабизм.

## Исторические периоды

### Античность
Антихристианские настроения зародились в Римской империи в первом веке. Устойчивый рост христианского движения вызывал подозрение как у властей, так и у народа Рима. Это привело к преследованию христиан в Римской империи. Во втором веке христианство рассматривалось как негативное движение двумя способами. Первый способ включает в себя обвинения, выдвигаемые против приверженцев христианской веры в соответствии с принципами, которых придерживалось римское население. Второй способ включает в себя дополнительную полемику, возникшую в интеллектуальную эпоху.
Антихристианские настроения видны в Новом Завете, и, по-видимому, их предвосхитил Иисус Христос, как это было задокументировано авторами евангелий. Антихристианские настроения первого века выражались не только римскими властями, их также выражали иудеи. Поскольку христианство было сектой, которая в то время в значительной степени выделилась из иудаизма, эти настроения были гневом устоявшейся религии по отношению к новой и революционной вере. Апостол Павел, преследовавший христиан до того, как сам стал христианином, подчеркивал, что распятие Иисуса было «камнем преткновения» для иудеев, а вера в то, что мессия должен был умереть на кресте, была оскорбительной для некоторых иудеев, поскольку они ожидали мессию с другими характеристиками.

### Средние века
Вильям Мьюр подтверждает, что Мухаммед «имел такое отвращение к форме креста, что ломал все, что приносилось в дом с изображением креста».
Что касается исторических антихристианских настроений ранних мусульман, профессор Сидни Гриффит объясняет, что «Крест и иконы публично провозглашали те самые положения христианской веры, которые Коран, по мнению мусульман, явно отрицал: что Христос был Сыном Божьим и что он умер на кресте». по этой причине «христианская практика почитания креста и икон Христа и святых часто вызывала презрение мусульман», поэтому из-за этого продолжалась «кампания по стиранию общественных символов христианства [в бывших христианских странах, таких как Египет и Сирия], особенно ранее повсеместного знака креста. Существуют археологические свидетельства уничтожения и осквернения христианских изображений [и крестов] в ранний исламский период из-за конфликта с мусульманами, который они вызывали».
Выдающийся андалузский юрист Ибн Рушд постановил, что «золотые кресты должны быть разбиты перед тем, как быть распределенными» в качестве добычи. «Что касается их священных книг [Библий], нужно заставить их исчезнуть», добавил он (позже он пояснил, что если нельзя стереть все слова с каждой страницы, чтобы перепродать пустую книгу, все христианские писания должны быть сожжены). Антихристианский трактат, опубликованный в Аль-Андалусе, был озаглавлен как «Молотки [для разрушения] крестов».
Персидский поэт Муиззи призывал внука Альп Арслана искоренить и уничтожить всех христиан в мире посредством геноцида:
Ради арабской религии, долг, о царь гази, очистить страну Сирии от патриархов и епископов, очистить землю Рума [Анатолия] от священников и монахов. Вы должны убить этих проклятых собак и жалких тварей... Вы должны... перерезать им глотки... Вы должны сделать мячи для поло из голов франков в пустыне, а клюшки для поло из их рук и ног"
Марко Поло путешествовал по Востоку в XIII веке и сделал наблюдение о народе Аравии: «Жители все сарацины [мусульмане] и крайне ненавидят христиан». Марко Поло также сказал, что «действительно, это факт, что все сарацины в мире согласны желать зла всем христианам в мире».

### Раннее Новое время
Во времена Реформации антихристианские настроения росли с ростом атеизма. Во время правления террора, периода Французской революции, радикальные революционеры и их сторонники желали культурной революции, которая избавила бы французское государство от всякого христианского влияния. В 1789 году церковные земли были экспроприированы, а священники убиты или вынуждены покинуть Францию. Позже, в 1792 году, «непокорные священники» были подвергнуты преследованию и заменены их светскими коллегами из Якобинского клуба. Антихристианские настроения усилились в 1793 году, и произошла кампания дехристианизации, и появились новые формы моральной религии, включая деистический культ Верховного Существа и атеистический культ Разума. Утопления в Нанте затронули многих католических священников и монахинь. Первые случаи утопления произошли в ночь на 16 ноября 1793 года. Жертвами стали 160 арестованных католических священников, которых Национальный конвент назвал «непокорным духовенством».

### Позднее Новое время
Уильям Кингдон Клиффорд открыто высказывался о христианстве как о тормозе прогресса . Его олицетворял мистер Сондерс в романе «Новая Республика» У. Х. Мэллока в 1878 году. Например, «Все наши сомнения по этому вопросу», сказал мистер Сондерс, «просто из-за того плотного чумного тумана безумных сентиментов, который все еще скрывает наше видение, но который нынешнее поколение решительно вознамерилось развеять и победить. Наука осушит болотистые почвы человеческого разума, так что смертельная малярия христианства, которая уже уничтожила две цивилизации, никогда не будет фатальной для третьей».
Когда британский писатель Чарльз Монтегю Даути путешествовал по Аравии, местные бедуины сказали ему: «Ты был в безопасности в своей собственной стране, хотя мог бы остаться там; но поскольку ты пришел в землю мусульман, Бог предал тебя в наши руки, чтобы ты умер — так погибнут все насара [христиане]! И гори в аду вместе со своим отцом, Шайтаном [Сатаной]». Даути также записывает, как мусульмане в Аравии, кружась вокруг Каабы, молили Аллаха «проклясть и уничтожить» евреев и христиан.
Многие христиане были преследуемы и/или убиты во время геноцида армян, греков и ассирийцев. Бенни Моррис и Дрор Зееви утверждают, что геноцид армян и другие современные преследования христиан в Османской империи (геноцид греков и геноцид ассирийцев) представляют собой кампанию истребления или геноцид, осуществляемую Османской империей против своих христианских подданных.
Дело карт было политическим скандалом, который разразился в 1904 году во Франции во время Третьей Французской республики. С 1900 по 1904 год префектурные администрации, масонские ложи Великого Востока Франции и другие разведывательные сети создали таблицы данных и создали секретную систему наблюдения за всеми офицерами армии, чтобы гарантировать, что христиане будут исключены из повышений и продвижения по военной иерархии, а вместо них будут повышены «свободомыслящие» офицеры.
Война Кристеро была широкомасштабной борьбой в центральной и западной Мексике в ответ на реализацию секуляристских и антиклерикальных статей. Восстание было спровоцировано в ответ на указ президента Мексики Плутарко Элиаса Кальеса о строгом соблюдении статьи 130 Конституции, решение, известное как Закон Кальеса. Кальес стремился устранить власть Католической церкви в Мексике, её дочерних организаций и подавить народную религиозность. Чтобы помочь обеспечить соблюдение закона, Кальес конфисковал церковную собственность, изгнал иностранных священников и закрыл монастыри, женские обители и религиозные школы. Некоторые характеризуют Кальеса как лидера атеистического государства, and his program as being one to eradicate religion in Mexico. а его программу как программу по искоренению религии в Мексике. Томас Гарридо Канабаль возглавил гонения на Церковь в своем штате Табаско, убив многих священников и мирян и загнав остальных в подполье.
Первая Португальская Республика была крайне антиклерикальной. Под руководством Афонсу Кошты, министра юстиции, революция немедленно нацелилась на католическую церковь; временное правительство начало уделять все свое внимание антирелигиозной политике. 8 октября религиозные ордена в Португалии были изгнаны, а их имущество конфисковано. 10 октября — через пять дней после инаугурации Республики — новое правительство постановило, что все монастыри, скиты и религиозные ордена должны быть подавлены. Все жители религиозных учреждений были изгнаны, а их имущество конфисковано. Иезуиты были вынуждены лишиться своего португальского гражданства. Серия антикатолических законов и указов последовала один за другим в быстрой последовательности.
Красный террор в Испании совершил различные акты насилия, которые включали осквернение и сожжение монастырей, женских монастырей и церквей. Неудавшийся переворот в июле 1936 года положил начало жестокому нападению на тех, кого революционеры в республиканской зоне считали врагами; «там, где восстание терпело неудачу, в течение нескольких месяцев после этого человека было достаточно просто идентифицировать как священника, религиозного или просто воинствующего христианина или члена какой-либо апостольской или благочестивой организации, чтобы казнить без суда».
Хотя нацистская Германия официально никогда не провозглашала Kirchenkampf против христианских церквей, высшие нацисты свободно выражали свое презрение к христианским учениям в частных беседах. Нацистская идеология противоречила традиционным христианским верованиям в различных отношениях — нацисты критиковали христианские представления о «кротости и вине» на том основании, что они «подавляют жестокие инстинкты, необходимые для предотвращения доминирования низших рас над арийцами». Агрессивные антицерковные радикалы, такие как Альфред Розенберг и Мартин Борман, считали конфликт с церквями приоритетной проблемой, и антицерковные и антиклерикальные настроения были сильны среди низовых партийных активистов. Сам Гитлер презирал христианство, как заметил Алан Буллок:
В глазах Гитлера христианство было религией, пригодной только для рабов; он особенно ненавидел его этику. Его учение, как он заявлял, было восстанием против естественного закона отбора путем борьбы и выживания наиболее приспособленных.
На протяжении истории Советского Союза (1917—1991) были периоды, когда советские власти жестоко подавляли и преследовали различные формы христианства в разной степени в зависимости от государственных интересов. Государство выступало за уничтожение религии, и для достижения этой цели оно официально осуждало религиозные верования как суеверные и отсталые. Коммунистическая партия разрушала церкви, высмеивала, преследовала, заключала в тюрьмы и казнила религиозных лидеров, наводняла школы и средства массовой информации антирелигиозными учениями и ввела систему верований, называемую «научным атеизмом», со своими собственными ритуалами, обещаниями и прозелитами. По некоторым данным, общее число христианских жертв при советском режиме оценивается примерно в 12-20 миллионов. По меньшей мере 106 300 российских священнослужителей были казнены между 1937 и 1941 годами.

### Современность
Преследование христиан после холодной войны — гонение на христиан с 1989 года по настоящее время, которое имеет место в Африке, Америках, Европе, Азии и на Ближнем Востоке.
Христиане широко подвергаются преследованиям в арабском и исламском мире. В число стран с мусульманским большинством, где христианское население сталкивается с крайней дискриминацией, преследованиями, репрессиями, насилием, а в некоторых случаях — смертью, массовыми убийствами или этническими чистками включаются: Турция, Ирак, Иран, Сирия, Пакистан, Афганистан, Саудовская Аравия, Йемен, Сомали, Катар, Кувейт, Индонезия, Малайзия и Мальдивы. Коренные христианские общины также подвергаются преследованиям в нескольких странах с мусульманским большинством, таких как Египет (в частности, преследование коптов) и Пакистан.
Преследование христиан в Северной Корее систематически продолжается. Согласно международной благотворительной правозащитной христианской организации Open Doors, Северная Корея преследует христиан интенсивнее, чем любые другие страны.
Вопрос христианофобии рассматривался парламентом Великобритании 5 декабря 2007 года в ходе дебатов в Вестминстерском зале палаты общин.  Некоторые люди, такие как актер Рэйнн Уилсон , который сам не является христианином, утверждали, что Голливуд часто выражал антихристианские предубеждения. Актер Мэтью Макконахи заявил, что видел, как христиане в Голливуде скрывали свою веру ради карьеры.
Начиная с июня 2021 года, по всей Канаде были осквернены, повреждены или разрушены более 68 христианских церквей. Чиновники предположили, что пожары и другие акты вандализма стали реакцией на сообщение об обнаружении безымянных могил на территориях школ-интернатов для канадских индейцев (в основном находящихся в ведении христианских церквей) в мае 2021 года.
Администрация Трампа считает антихристианскую предвзятость существенной проблемой в федеральном правительстве США . В феврале 2025 года Трамп объявил, что создаст целевую группу по борьбе с антихристианской предвзятостью в федеральных агентствах и поручил генеральному прокурору Пэм Бонди возглавить ее.  Несмотря на заявления Трампа об искоренении антихристианской предвзятости, Межконфессиональный альянс зафиксировал десятки «атак на религиозные общины» со стороны администрации Трампа, большинство из которых были направлены против христианских групп, особенно католиков и лютеран.

## Причины христианофобии

### В исламе
О те, которые уверовали! Не считайте иудеев и христиан своими помощниками и друзьями, поскольку они помогают друг другу. Если же кто-либо из вас считает их своими помощниками и друзьями, то он сам является одним из них. Воистину, Аллах не ведёт прямым путём несправедливых людей.»
Оригинальный текст (ар.)يَا أَيُّهَا الَّذِينَ آمَنُوا لَا تَتَّخِذُوا الْيَهُودَ وَالنَّصَارَى أَوْلِيَاءَ بَعْضُهُمْ أَوْلِيَاءُ بَعْضٍ وَمَن يَتَوَلَّهُم مِّنكُمْ فَإِنَّهُ مِنْهُمْ إِنَّ اللَّهَ لَا يَهْدِي الْقَوْمَ الظَّالِمِينَ— Кулиев Э. Р., Коран, 51-й аят аль-Маида
В священном тексте ислама, Коране, можно обнаружить значительное количество аятов, выражающих враждебное отношение к христианам. Например, в этих текстах христиане обвиняются в идолопоклонстве (ан-Ниса 51), называются «проклятыми Аллахом» (ан-Ниса 52), и утверждается, что они не являются друзьями мусульманам (аль-Маида 51), и что с ними нужно сражаться, пока они, находясь в униженном положении не согласятся уплачивать джизью — налог, предусмотренный в определённых условиях (ат-Тавба 29).